# Aorsowie
Aorsowie (starogr. Aorsoi) – lud sarmacki.

## Źródła wiedzy
O Aorsach wiemy ze starożytnych źródeł pisanych wschodnich i zachodnich. Pisali o nich Strabon, Pliniusz Starszy, Ptolemeusz, Tacyt, mówi o nich chińska „Kronika Wcześniejszej Dynastii Han”. Wiele informacji o tym ludzie uzyskano dzięki badaniom archeologicznym, głównie aorskich pochówków.

## Pochodzenie
Aorsowie byli ludem irańskim czysto andronowskiego pochodzenia, w odróżnieniu od innych ludów sarmackich, takich jak Syrmatajowie, Sarmaci Królewscy, Jazygowie i prawdopodobnie Roksolanie, wywodzących się od ludu kultury zrębowej z późnej epoki brązu, ze znaczną domieszką krwi andronowskiej. Chińska "Kronika Wcześniejszej Dynastii Han" wspomina o Aorsach jako o potężnym ludzie, zdolnym do wystawienia armii 100 000 łuczników, a ich siedziby lokalizuje między Jeziorem Aralskim a Morzem Kaspijskim.

## Dzieje Aorsów

### Migracja ze stepów kazachskich
Na skutek zagrożenia ze strony Xiongnu opuścili oni swoje pierwotne siedziby w środkowym Kazachstanie, po czym przenieśli się bardziej na zachód, osiedlając się na początku II wieku p.n.e. na stepach położonych na południe od Uralu aż po Morze Kaspijskie. Ich kultura wykazuje również bliskie analogie z kulturą ówczesnych ludów Siedmiorzecza, czyli terenów na wschód od jeziora Bałchasz, graniczącego z chińskim Turkiestanem. Przypuszczalnie więc wśród Aorsów znajdowały się plemiona pochodzące z tych terenów.

### Nad Wołgą i na południowym Uralu
Ośrodek władzy Aorsów leżał w okolicach obecnych Orenburga i Orska. Wzrost ich znaczenia rozpoczął się wraz z upadkiem Massagetów około 160 p.n.e., gdy stopniowo zaczęli podbijać wszystkie plemiona sarmackie z obszaru nad Wołgą i z Uralu Południowego lub zmusili je do wycofania się na zachód, na stepy północnego Nadczarnomorza. W ten sposób położyli kres kulturze prochorowskiej, niemniej jednak musieli także wchłonąć dużą część ludu tej kultury. Aorsowie stali się dominującą grupą okresu środkowosarmackiego na obszarze rozciągającym się nad dolną Wołgą i na Uralu Południowym. Wśród uchodźców z tych terenów znajdowali się niewątpliwie Roksolanie, którzy w tym czasie pojawili się nad dolnym Dnieprem, zmuszając Scytów i Jazygów do wycofania się na zachód.
W 125 p.n.e. poselstwo chińskie, aby zmniejszyć zagrożenie swoich granic, próbowało podburzyć ich przeciwko Hunom, co zdaje się świadczyć, iż terytorium będące w posiadaniu Aorsów lub podległych im ludów graniczyło z terenami zajmowanymi przez Hunów. Ich siłę, oprócz chińskiej "Kroniki", potwierdza również Strabon, który twierdzi, że około 66-63 p.n.e. władca Aorsów Spaldines miał do dyspozycji 200 000 zbrojnych jeźdźców, podczas gdy władca Syraków Abeakos tylko 20 000 konnych wojowników. Liczba wojowników Aorsów Górnych miała być jeszcze większa.
W czasie walk dynastycznych w Królestwie Bosporańskim Aorsowie wspólnie z Rzymianami poparli Kotysa przeciwko jego bratu przyrodniemu Mitrydatesowi VIII, prawnukowi Mitrydatesa VI Eupatora. Wzięli udział w kilku bitwach, w wyniku których Mitrydates i Syrakowie zostali pokonani, a Kotys zasiadł na tronie bosporańskim.
Na początku I wieku n.e. Strabon wspomina o ludzie Górnych Aorsów na Uralu Południowym i opisuje ważny szlak handlowy biegnący przez ich tereny. Transportowano nim na wielbłądach towary indyjskie i "babilońskie" od Medów i Armeńczyków w kierunku na północ od Kaukazu. Szlak ten stanowił źródło bogactwa Aorsów, których, jak pisał Strabon, "stać było na noszenie złotych ozdób". Jednakże nadal nie jest jeszcze wyjaśniony związek między Górnymi Aorsami a ich odłamem znad dolnej Wołgi i Donu, zwanym przez Strabona "zbiegłymi Górnymi Aorsami".

### Migracji ciąg dalszy – za Don
W połowie I wieku n.e. Aorsowie ulegli przewadze Alanów i, podobnie jak część Syraków, przekroczyli Don, zmuszając Roksolanów do migracji na zachód za Dniepr. Wtedy też zakończyła się dominacja Aorsów na stepach pogranicznych Azji i Europy. Chińska "Kronika Późniejszej Dynastii Han” (25—220 n.e.) wspomina, że "Yancai" (Aorsów) przemianowano na "Alanliao" (Alanów), co wskazuje, że musieli oni stracić na rzecz Alanów swoją przodującą pozycję wśród Wschodnich Sarmatów. Z początkiem II wieku Alanowie wzięli w posiadanie całe terytorium będące poprzednio we władaniu Aorsów i część terytorium Syraków. Aorsowie powstrzymali zapewne w następnych latach napór Alanów od Donu ku zachodowi, czyli na tereny, na które Aorsowie się wycofali. Strabon wspomina, że żyli wtedy w pobliżu Tanais, a więc na północno-wschodnich wybrzeżach Morza Azowskiego. Później w starożytnych zachodnich źródłach pisanych przestano jednak wymieniać nazwę "Aorsowie", natomiast u niektórych starożytnych pisarzy spotykamy nazwy "Alanorsów", "Zachodnich" lub "Białych" Alanów, być może oznaczające odłam Aorsów pokonanych przez Alanów. Zarówno jednak Pliniusz, jak i Ptolemeusz wspominają o ludzie zwanym Antami, mieszkającym w pobliżu Morza Azowskiego, na zachód od Donu, który można przypuszczalnie identyfikować z "Yancai" z chińskiej "Kroniki”. Antów, którzy zapewne panowali na tym obszarze, utożsamia się z Aorsami.
Przypuszczalnie Aorsowie osiedlili się pod koniec II wieku n.e. w północnej Mołdawii i sąsiadującej części Besarabii, o czym świadczą odnajdowane na tych terenach, a popularne wśród nich znaki tamg. Znaki tamg wskazują, że grupa ta pochodziła z północno-wschodnich wybrzeży Morza Azowskiego.

## Zajęcia ludności
Do głównych zajęć ludności aorskiej należało: pasterstwo, rolnictwo i hodowla zwierząt. Jak zauważał Strabon, a co potwierdziły wyniki badań archeologicznych, część Aorsów była koczownikami, część mieszkała w namiotach i pracowała na roli. Rozwijało się również rzemiosło użytkowe i artystyczne, to ostatnie szczególnie pod znacznym wpływem sztuki zakaukaskiej (z Królestwa Iberyjskiego z terenów dzisiejszej Gruzji) oraz sztuki bosporańskiej, co zaowocowało wchłonięciem wielu elementów grecko-bosporańskich.

## Zabytki grobowe
Sądząc po wyposażeniu kurhanów książęcych w orenburskich stepach, nad dolną Wołgą w okolicach Wołgogradu i nad dolnym Donem, Aorsowie mieli bogatych władców. Przykładem tych bogactw może być wyposażenie kurhanów z Kalinowki czy ze wsi Sałomatina (okręg wołgogradzki) oraz tak zwane „skarby", jak taganrowski z chutoru Popowa koło Rostowa nad Donem czy fedułowski. Skarby te były niewątpliwie w większej części zrabowanym wyposażeniem grobów bogatej szlachty czy książąt sarmackich. Najdalej na południe, około 100 km na południowy wschód od Stawropola, znaleziono duży skarb złotych ozdób w miejscowości Kozinskoje. Na wschodzie, na stepach między Donem i Dnieprem, odkryto wiele bogato wyposażonych kurhanów królewskich i książęcych, które znaczą przypuszczalnie szlak wędrówki Aorsów i Antów. Znaleziono je w Woroneżu, w stanicy Migulskiej, przy czym najsłynniejszy jest kurhan z Chochłacza koło Nowoczerkaska.

## Znaczenie historyczne
Jak się przypuszcza, to właśnie Aorsowie przyczynili się do rozwoju wspaniałej sztuki sarmacko-bosporańskiej, przekształconej w pewnym stopniu później w okresie gockim i w takiej postaci stanowiącej podstawę rozwoju wielu kierunków średniowiecznej sztuki zachodnioeuropejskiej, merowińskiej, anglosaskiej i romańskiej.